# Luchthaven Vinh
De luchthaven Vinh (Vietnamees: Sân bay Vinh) is een luchthaven ten zuiden van Vinh in de provincie Nghệ An, Vietnam. De luchthaven ligt 6 km van de binnenstad. In 2010 verwerkte het 252.000 passagiers.